# Самбірський парк
Са́мбірський парк — парк-пам'ятка садово-паркового мистецтва загальнодержавного значення в Україні. Розташований у місті Самборі Львівської області, на вулиці Степана Бандери. 
Площа 15 га. Статус надано згідно з постановою Ради Міністрів УРСР № 105 від 29.01.1980 року. Перебуває у віданні Самбірського міського комбінату комунальних підприємств. 

## Світлини

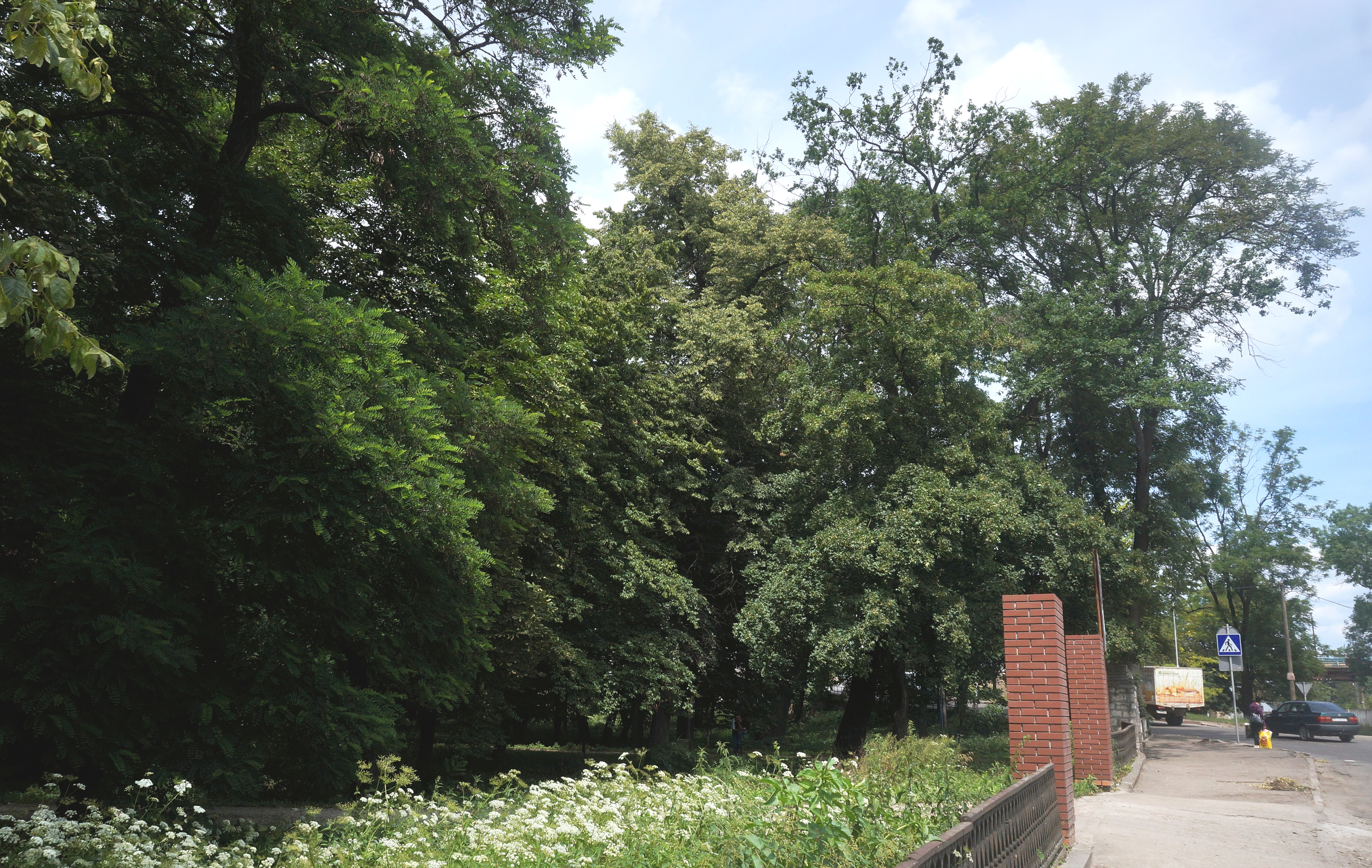
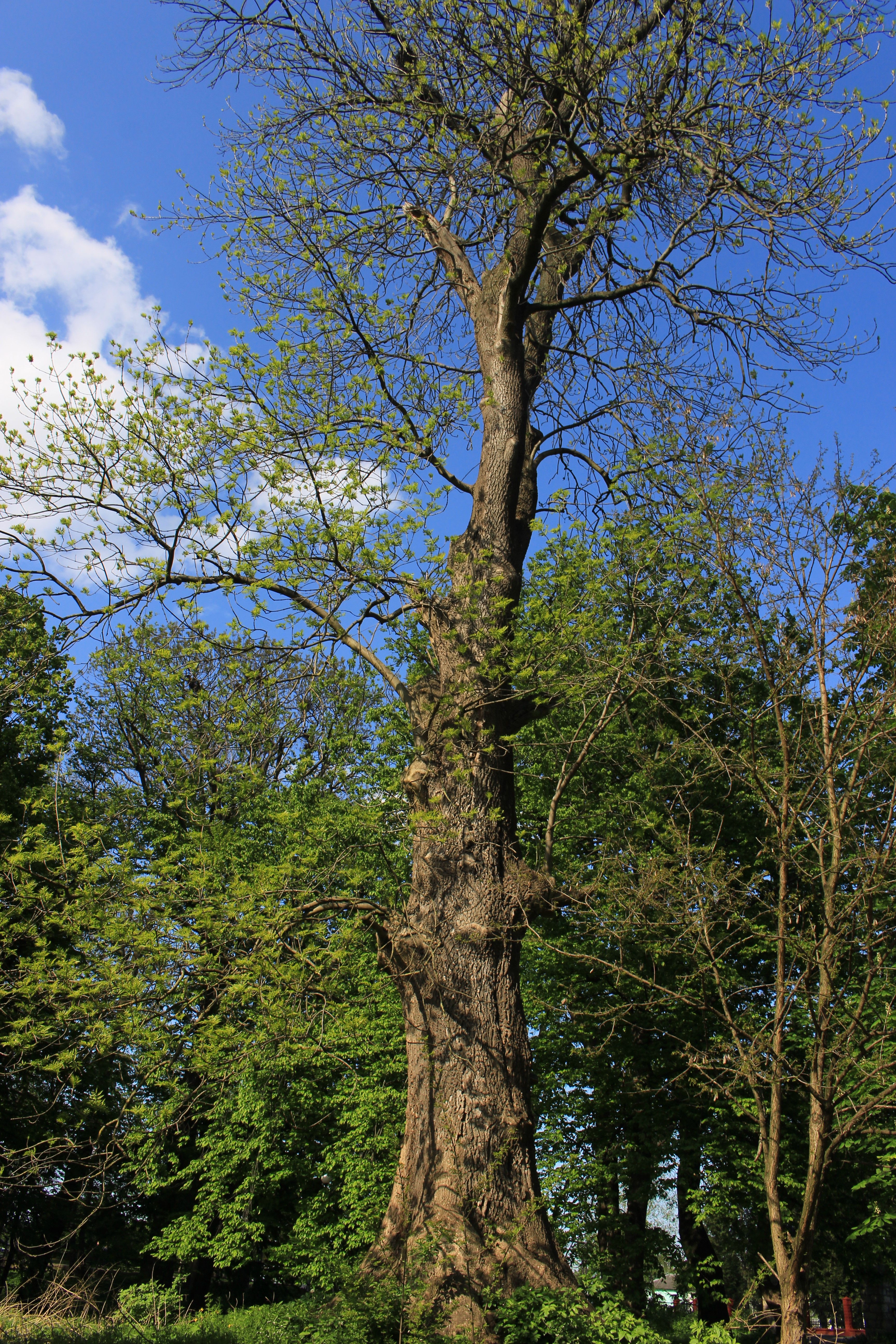
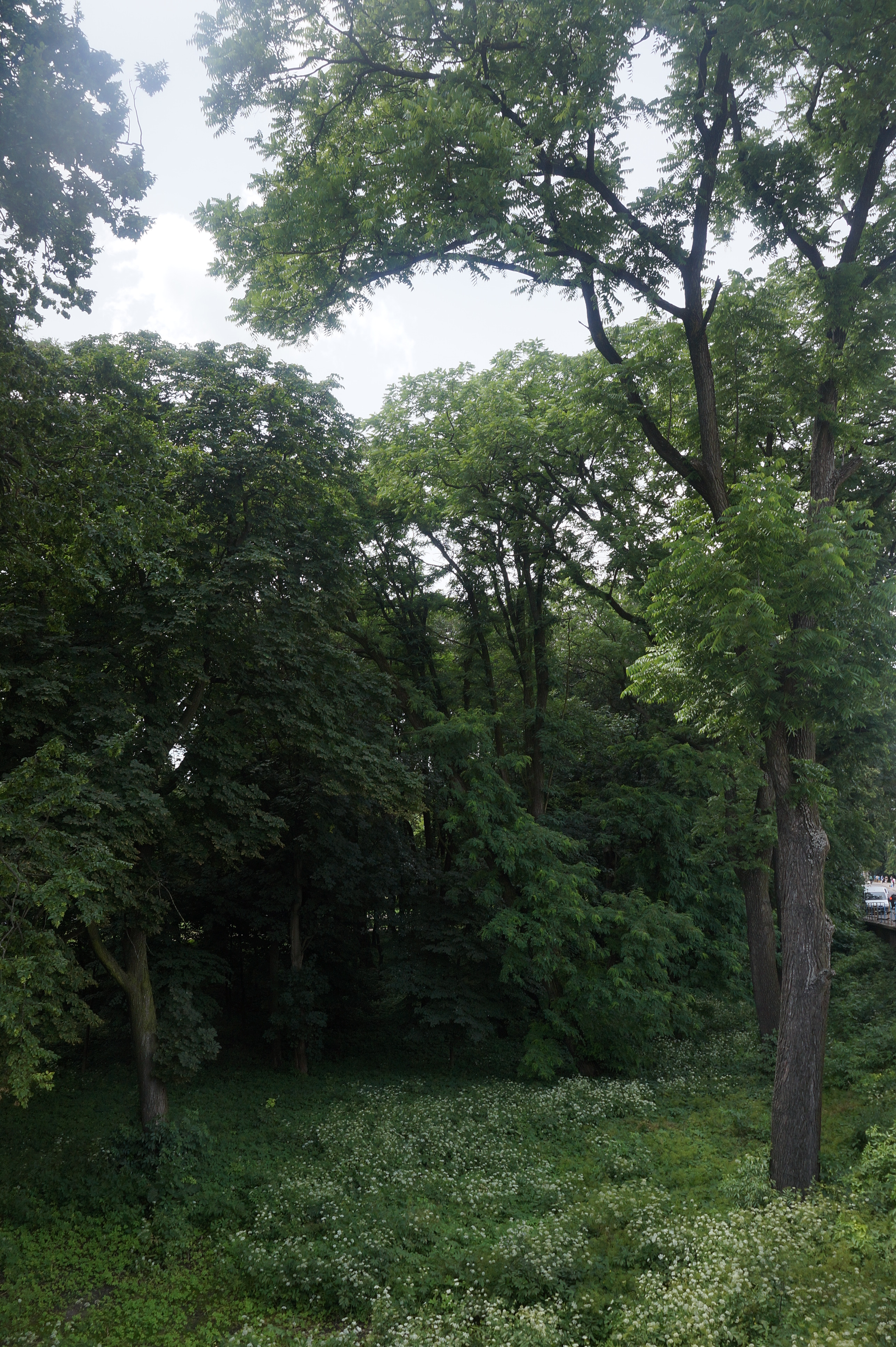

## Історія
Парк закладений у XVIII ст. на основі природного лісу.